# Sin After Sin
Sin After Sin је трећи студијски албум британског хеви метал бенда Џудас прист. Албум је објављен у 8. априла 1977. године. Ремастеризован је 2001. године.